# Saint-Fargeol
Saint-Fargeol – miejscowość i gmina we Francji, w regionie Owernia-Rodan-Alpy, w departamencie Allier.

## Demografia
Według danych na rok 1990 gminę zamieszkiwało 229 osób, a gęstość zaludnienia wynosiła 22 osoby/km². W styczniu 2015 r. Saint-Fargeol zamieszkiwało 206 osób, przy gęstości zaludnienia wynoszącej 19,8 osób/km².